# Gare de Sainte-Suzanne
La gare de Sainte-Suzanne est une ancienne gare ferroviaire de l'île de La Réunion, département et région d'outre-mer français dans le sud-ouest de l'océan Indien. Située 7, rue de la Gare, sur le front de mer de Sainte-Suzanne, elle était autrefois desservie par l'unique ligne du chemin de fer de La Réunion, qui passait par le tunnel de Bel-Air quelques centaines de mètres au nord-ouest. Le bâtiment accueille aujourd'hui le centre communal d'action sociale.